# 알렉산드라비단제비나비
알렉산드라비단제비나비는 나비의 한 종이다. 암컷 크기가 25~28cm로 지구상에서 가장 큰 나비이다. 파푸아뉴기니 오로주에만 서식한다.
절멸위기에 처한 종이기 때문에 멸종위기에 처한 야생동·식물의 국제거래에 관한 협약에서 부속서 I로 거래를 엄격하게 제한하고 있는데, 이는 곤충으로서는 이례적이다.

## 역사
월터 로스차일드가 고용한 박물학자 앨버트 스튜어트 미크가 1906년에 발견했다. 이듬해인 1907년 로스차일드가 덴마크의 알렉산드라 왕녀의 이름을 붙였다.

## 같이 보기
- 깃대종